# Todenmann
Todenmann ist ein Ortsteil der Stadt Rinteln im niedersächsischen Landkreis Schaumburg.

## Geografie und Verkehrsanbindung
Der Ortsteil liegt nordwestlich des Kernbereichs von Rinteln direkt an der westlich verlaufenden Grenze zu Nordrhein-Westfalen. Durch den Ort führt die Landesstraße L 441, am nördlichen Ortsrand verläuft die A 2. Eine Linienbusverbindung zwischen Rinteln und Bückeburg bedient den Ort im Stundentakt.

## Politik
Der Ortsrat, der Todenmann vertritt, setzt sich aus sieben Mitgliedern zusammen. Die Ratsmitglieder werden durch eine Kommunalwahl für jeweils fünf Jahre gewählt.
Bei der Kommunalwahl 2021 ergab sich folgende Sitzverteilung:
| Ortsrat 2021Insgesamt 7 Sitze - SPD: 4 - Grüne: 1 - CDU: 2 |

## Sehenswürdigkeiten
- Hünenburg, Ruine einer mittelalterlichen Höhenburg
- Dingelstedt-Denkmal für Franz von Dingelstedt, der 1835 in Todenmann das Weserlied dichtete; eingeweiht zu seinem 50. Todestag 1931[3]
- Das Dorf bezeichnet sich wegen seines großen Bestandes an Kirschbäumen als Kirschendorf. 2011 fand ein Pomologe 36 unterschiedliche Süßkirschensorten, darunter seltene und als verschollen geltende Sorten. Nach Baumpflanzungen 2012 gibt es etwa 750 Kirschbäume im Ort.[4]

## Naturschutzgebiete
In der Nähe liegen drei Naturschutzgebiete (NSG):
- nördlich und nordöstlich das 452 ha große NSG Kamm des Wesergebirges
- nordöstlich das 9 ha große NSG Heineberg (Stadt Porta Westfalica, NRW)
- westlich das 8,5 ha große NSG Bährenbruch (Stadt Porta Westfalica)